# Museu de Pré-história e Arqueologia da Cantábria
O Museu de Pré-história e Arqueologia da Cantábria (sigla: MUPAC) é um museu especializado em arqueologia pré-histórica que também tem coleções da Antiguidade e da Idade Média, situado na cidade de Santander, a capital da comunidade autónoma da Cantábria, Espanha.

## Descrição
O museu foi criado em 1926, pelo Deputação Provincial de Santander, que encarregou o arqueólogo Jesús Carballo García da sua direção e desenvolvimento. A sua inauguração teve a presença do rei Afonso XIII . A sua primeira sede foi no Instituto de Santander (atual Instituto Santa Clara); em 1941 passou para o rés de chão do Palácio da Deputação, onde esteve até 2008. Entre 2008 e 2013 esteve encerrado, até ter sido reaberto no antigo Mercado del Este. Em maio de 2021 foi anunciado que as obras do novo edifício-sede do museu, com mais de 18 000 m², iriam começar em finais de 2022 ou início de 2023.
A coleção mais importante do museu é de arte móvel do Paleolítico Superior, uma das mais ricas do mundo do seu género. No entanto, há tem outras coleções relevantes. As peças mais antigas do museu, com mais de 100 000 anos, são provenientes da Caverna de El Castillo. Há também ferramentas do Musteriense , com 100 000 a 40 000 anos de idade e uma grande variedade de todos os tipos de peças dos períodos Epipaleolítico, Calcolítico, Idade do Bronze e Idade do Ferro. A história da Cantábria merece uma atenção especial, com destaque para numerosos tipos de objetos dos cântabros pré-romanos, nomeadamente diversas estelas circulares de grandes dimensões, como a Estela de Zurita [es]. Além das peças pré-históricas, o museu guarda restos arqueológicos da Antiguidade e da Idade Média.[carece de fontes?]
O museu dispõe também de uma biblioteca especializada em arqueologia, com mais de 23 mil volumes, um arquivo e um centro de investigação, dotado de um laboratório de arqueologia.